# 織田萬
織田 萬（おだ よろず、慶応4年7月4日（1868年8月21日） - 1945年（昭和20年）5月26日）は、日本の法学者。専門は行政法。京都帝国大学名誉教授。常設国際司法裁判所判事。関西大学学長。財団法人立命館名誉総長。佐賀県須古邑生まれ。

## 経歴
この節の出典:

### 幼少時代
佐賀県須古邑の士族・須古精一の次男として生まれた。佐賀藩の本流にはなかったものの、須古邑（現・白石町）を支配する須古鍋島家の親族家老・須古西家に属す名士であった。1歳の時に織田範治の養子として迎えられ、織田家の子供として育てられた。1879年（明治12年）、須古小学校を卒業した織田は、当時須古邑に安住百太郎が開設した「鶴陰学舎」で漢籍や外国法律書などを学ぶ。安住は、江藤新平が唐津の士族約120名を率いた「佐賀の乱」に参加した人物で、反乱鎮圧後、岡山県で獄中生活を送っている。織田は「鶴陰学舎」での経験を通じていち早く「自由民権運動」の気風に触れることができた。後に須古村に「鶴陰学舎之址」の碑を建立した織田は、自らの号も「鶴陰」とするなど、「鶴陰学舎」に相当の愛着をもっていたことを窺わせる。

### 青年時代
1883年（明治16年）、司法省法学校への入学を目指して上京。翌年秋には定員50名に対して受験者約1,500名という狭き門を突破して同校予科へ進学した。司法省学校の同期には、後に総理大臣となる若槻禮次郎、後の大臣・小川平吉、荒井賢太郎、常設国際司法裁判所で織田の後任を引き受ける安達峰一郎、京都帝国大学法科大学で同僚となり、のちに財団法人立命館初代協議員となる岡村司らがいた。その後学制改革により、司法省学校は第一高等中学校予科へ編入されることとなった。卒業後は帝国大学（現在の東京大学）法科大学に進学、仏法学科に在籍しフランス法に触れた。帝大時代は、後に京都帝国大学法科大学で同僚となる、憲法学者の井上密（京都帝国大学法科大学教授、京都法政学校教頭）や、その後文部省官僚として京都帝国大学の設立に関わり立命館大学の総長となる中川小十郎らと同期生であった。
大学院では穂積八束の下で行政法を学び、卒業後は東京専門学校（現早稲田大学）、日本法律学校（現日本大学）、和仏法律学校（現法政大学）で講師を務めながら行政法の研究を深め、1895年（明治28年）には、自身初の著作である『日本行政法論』を出版。この著作が縁となり、元老西園寺公望の知遇を得た織田は、西園寺の勧めによって1896年（明治29年）からの4年間、ヨーロッパへ留学し、主にフランスで過ごすこととなった。実は、文部省留学生としてドイツ・フランス留学が決まった織田は、初め恩師の穂積陳重からドイツ行きを勧められていたという。しかし西園寺から、日本に「もっと自由な空気入れる」ためフランスがよいと言われたことがフランス留学の決め手となったようである。

### 留学から帰国

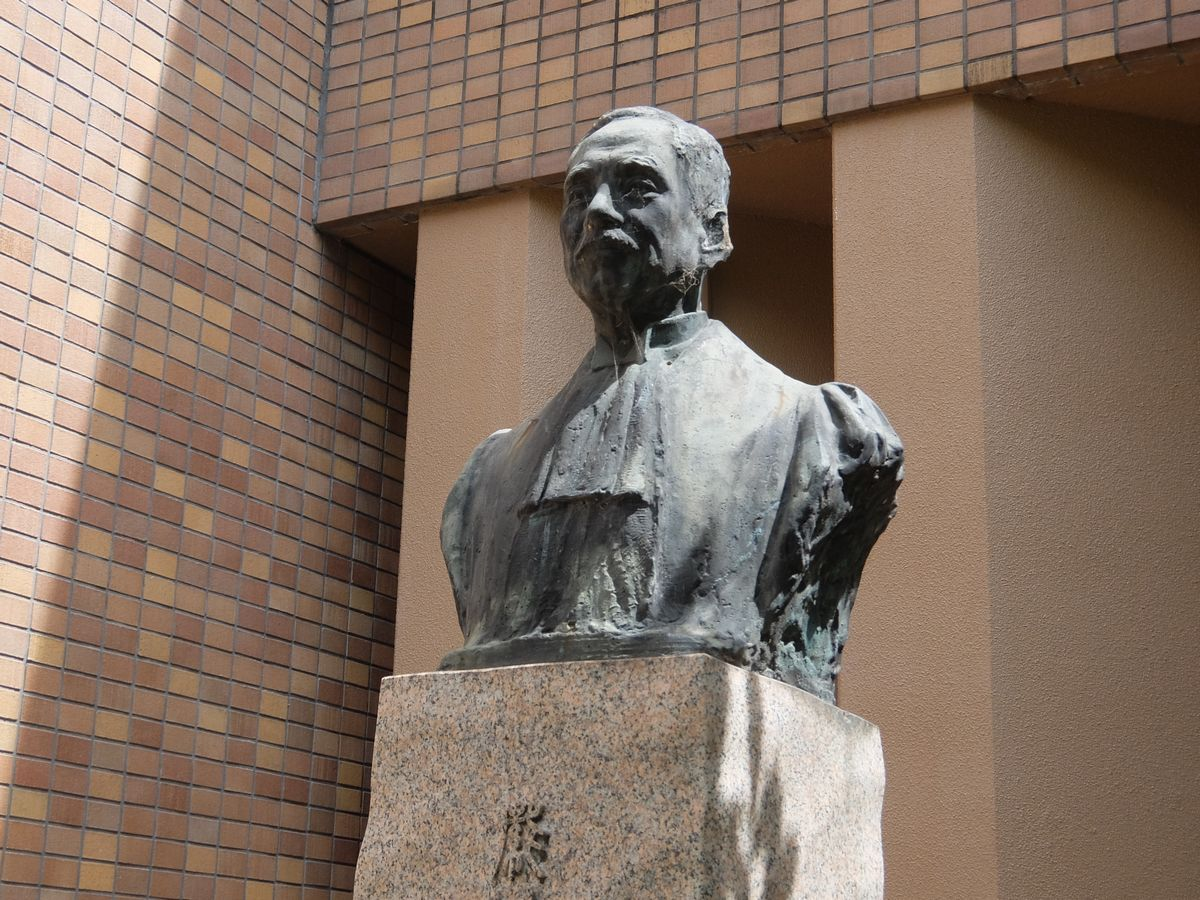
織田萬胸像（京都大学構内）

1899年（明治32年）ヨーロッパ留学から帰国した織田は、京都帝国大学教授に就任。行政法の教授を担当した。その後、関西法律学校（現在の関西大学法学部）講師となると同時に、帝大時代同級生だった中川小十郎が設立した京都法政学校（現在の立命館大学）の「維持員」として講師に就任している。両校との関係は深く、1914年（大正3年）からは立命館大学教頭、1918年（大正7年）からは関西大学学長にも就任した。
1906年（明治39年）、台湾総督府民政長官だった後藤新平に請われ、臨時台湾旧慣調査委員を引き受ける。この委員会は京都帝大および京都法政学校（現在の立命館大学）で同僚だった岡松参太郎が中心となって組織したものであった。織田は、狩野直喜を委員に推挙し、浅井虎夫・東川徳治・加藤繁を補助委員として迎えて、『清国行政法』を編纂している。

### 常設国際司法裁判所判事
1921年（大正10年）、日本人として初めて常設国際司法裁判所判事に当選した。当初、国際法学者の立作太郎の名が挙がっていたものの、健康上の理由で辞退したため、中国法に造詣が深く、フランス語にも精通した織田が候補になった。候補となったとき、高齢の養母を慮って辞退を申し出ようとしたが、恩師の穂積陳重、富井政章から説得され最終的にこれを受諾した。二人の恩師からは、国際司法裁判所の判事はあまり忙しくなく、一年のうち半年は日本にいられるし、任期9年とはいっても1年か2年で帰国すればよいと言われたようである。しかし実際にはヴェルサイユ条約関連の紛争処理に追われ、1930年（昭和5年）の任期満了までの9年間ハーグに常駐せざるを得なかった。

### ハーグからの帰国後
帰国後、常設国際司法裁判所での真摯な取り組みなどが評価され、1931年（昭和6年）8月7日、貴族院議員に勅選され死去するまで在任。また同年、勲一等瑞宝章を授与されている。
1945年（昭和20年）5月26日の東京大空襲により夫人とともに戦没。死因は焼夷弾から出たガス中毒であった。享年77。

## 立命館との関係
織田は、帝国大学時代の同級生・中川小十郎が創立した「京都法政学校」との関係がとりわけ深かった。同校が京都帝国大学の教授陣により支えられていたという実情もさることながら、西園寺公望、中川小十郎らとの個人的な絆によるところが大きかったと思われる。1931年（昭和6年）、織田は財団法人立命館の「名誉総長」に就任したほか、1936年（昭和11年）には「学長事務取扱」に就任し、立命館学園の中心的存在としても活躍した。

### 「立命館」由来の解釈

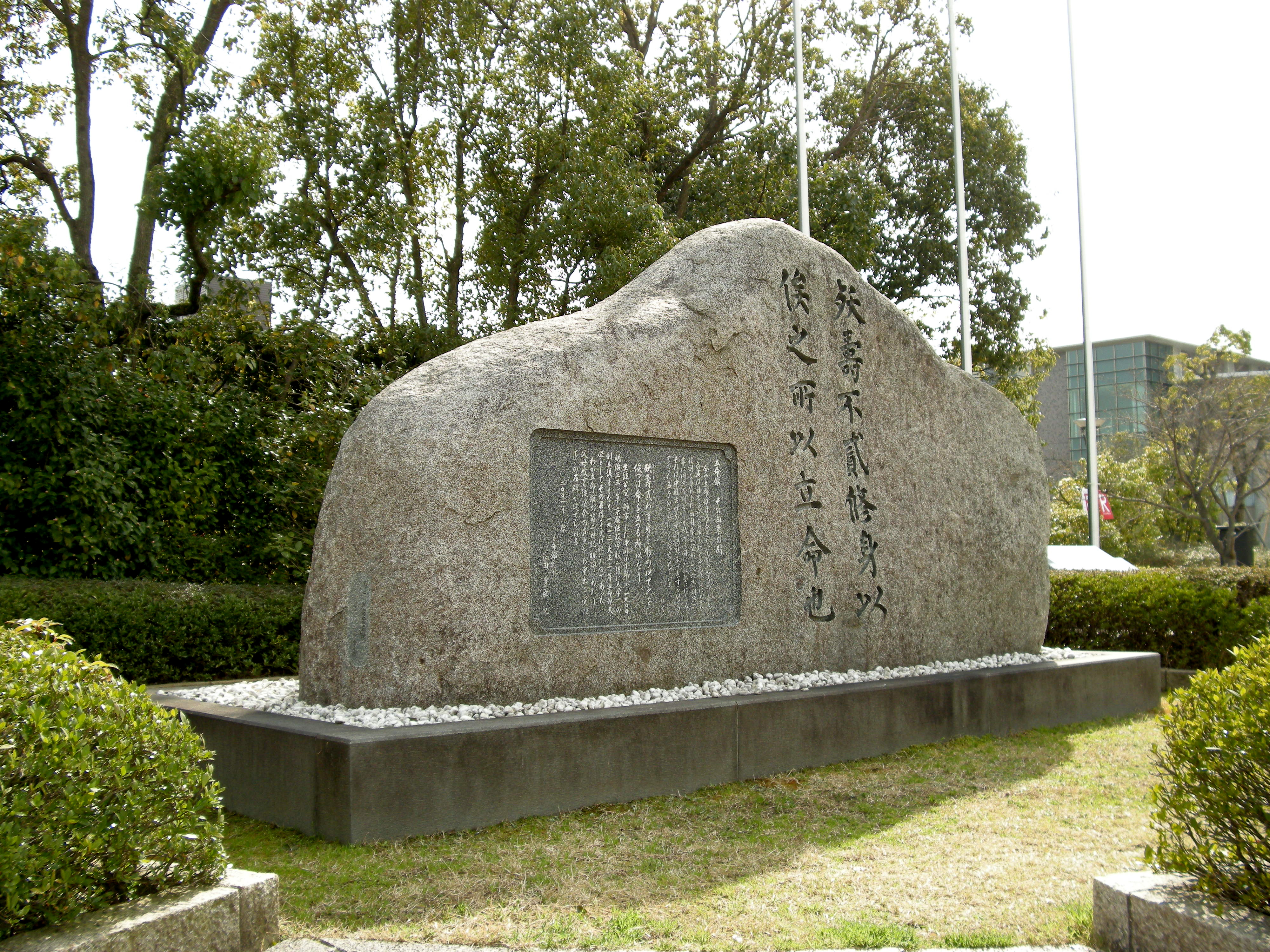
「立命館 その由来の碑」（立命館大学 衣笠キャンパス）
字は、立命館OBの書家・今井凌雪によるもの。

現在の学校法人立命館は、「立命館」の名称の起源は、孟子「盡心章（じんしんしょう）」にある殀寿貳（ようじゅたが）わず、身を修めて以て之を俟（ま）つは、命を立つる所以（ゆえん）なり」にあり、これを「人間の寿命は天命によって決められている。修養に努めてその天命を待つのが人間の本分の全うである」という意味と説明しているが、この解釈が定着するまでには織田と学園創立者・中川小十郎との間には解釈を巡って意見の隔たりがあった。
中川は、立命館を「故西園寺公望公が明治維新の際、国家有用の人材を養成せんが為に設立したる私学の名称」で「国家の為に有用な人材を作ること」こそが立命の意味であり目的であると解釈していた（中川小十郎「専門学校開校式での講演」および「昼間部在学生への訓話」『中川家文書』）。これに対し織田は、学祖・西園寺が立命館学園に寄贈した扁額の一節「孟子いわく、殀寿貳わず、身を修めて以て之を俟つは、命を立つる所以なりと。蓋し学問の要はここに在り」に着目し、「要するに各自がその持つて生れた才能のありたけを磨き上げ、自分の人格を完成することを得れば、それで一個の人間としての務は果されるのであつて、成敗利鈍は顧みる所でないと云ふこと」と説明した（織田萬「学生諸君に与ふ」『立命館』一 1939年7月10日）。織田が、「私塾立命館」の精神の継承を、より個人主義的、自由主義的な観点から考えていたことが窺える（織田萬「欧羅巴精神の変遷」『法と人』1943年）。このことから、現在の立命館大学による「立命館」の解釈は、中川によるものよりも、むしろ織田萬による解釈に依って立つといって差し支えない。

### 学長交代問題
1940年（昭和15年）から1941年（昭和16年）のわずかのうちに、立命館大学では学長が二度交代している。初めの交代は織田学長（事務取扱）から田中昌太郎への交代であり、二度目は田中学長から松井元興学長への交代であった。学長の職にあるものは、大学所在地に現住所を置かねばならぬという文部省の規定にもかかわらず、織田が東京に住所を移したためにやむなく行われたのが一度目の交代であった。このとき新聞紙上では恒藤恭ら著名な学者が後任に就くのではないかと報じられたが、中川の独断で中川の同郷で判事・検事を歴任した田中が学長に指名されたのである。当時の中川は西園寺公望の体調悪化で公の側を長く離れることができず、学園の人事に時間を割くことができなかったようである。この頃の立命館には教授たちが中川に意見を言う雰囲気はなかったが、中川との個人的な絆をもつ織田が教授たちの意見を代弁する格好で、「田中は尊敬すべき人物」としながらも「学会之空気ハ別段ニ有之」と中川に不満をぶつけ、わずか一年で田中を更迭させるのに成功している。学園創設以来、学校運営に関し中川に強く意見できる教授は、織田萬を他においておらず、中川も織田には一目置いていたようである。

## 栄典
位階
- 1903年（明治36年）12月26日 - 正六位[7]
- 1909年（明治42年）7月10日 - 正五位[8]
- 1931年（昭和6年）1月16日 - 正三位[9]

勲章
- 1931年（昭和6年）10月31日 - 勲一等瑞宝章[10]

## 著書

### 単著
- 『日本行政法論』六石書房、1895年7月。NDLJP:789539。
  - 『日本行政法論』（訂正再販）六石書房、1897年2月。NDLJP:1082805。
  - 『増訂 日本行政法論』有斐閣書房、1895年6月。NDLJP:2937380。
- 『法学通論』有斐閣・宝文館・吉岡書店、1902年1月。NDLJP:786017 NDLJP:2937100。
  - 『法学通論』（訂正3版）有斐閣・宝文館・吉岡書店、1902年9月。NDLJP:2937099。
  - 『法学通論』（訂正改版）寳文館・有斐閣、1908年2月。NDLJP:1083164。
  - 『法学通論』（改訂版）東京寳文館・有斐閣書房、1917年7月。NDLJP:937131。
- 『法制教科書』金港堂書籍、1905年11月。
  - 『新編 法制教科書』金港堂書籍、1912年8月。
- 『鉱業法令講義』宝文館、1906年12月。NDLJP:796183。
  - 『鉱業法令講義』（訂正再販）宝文館、1908年5月。NDLJP:1081963 NDLJP:2938109。
- 『行政法講義』有斐閣書房・宝文館、1910年10月。NDLJP:789468。
  - 『行政法講義』 上巻（改訂増補4版）、有斐閣書房・宝文館、1917年9月。NDLJP:946639。
  - 『行政法講義』 下巻（改訂増補4版）、有斐閣書房・宝文館、1917年10月。NDLJP:946640。
- 『教育行政及行政法』冨山房、1916年11月。NDLJP:937239。
- 『地方自治講話』内外出版、1921年9月。NDLJP:1880516。
- 『常設国際司法裁判所』国際聯盟協会〈国際聯盟協会パンフレット 第61輯〉、1926年3月。NDLJP:976950。
- 『日本行政法原理』有斐閣、1934年4月。NDLJP:1272252。
  - 『日本行政法原理』（復刻版）有斐閣、1990年9月。ISBN 9784641031357。
- 『和蘭の印象と国際法廷の九箇年』立命館出版部、1934年9月。NDLJP:1876870。
- 『民族の弁』文藝春秋社、1940年12月。NDLJP:1123435。
- 『法と人』春秋社、1943年4月。NDLJP:1276009。

### 共著
- 織田萬、田島錦治『法制経済教科書』金港堂書籍、1914年10月。
- 織田萬、加藤繁『清国行政法編述に関する講話』東亜研究所第六調査委員会、1940年7月。

### 編集
- 『清国行政法 臨時台湾旧慣調査会第一部報告』臨時台湾旧慣調査会、1905年6月。

### 論評
- 市村光恵『行政法原理』宝文館、1906年1月。NDLJP:789462。

### 校閲
- 長尾景徳、宮内季子、佐藤丑次郎『改正衆議院議員選挙法正解』講法会、1902年4月。NDLJP:789288。